# Thorington Tower
Thorington Tower är ett berg i Kanada.   Det ligger i provinsen Alberta, i den centrala delen av landet, 3 100 km väster om huvudstaden Ottawa. Toppen på Thorington Tower är 3 155 meter över havet, eller 375 meter över den omgivande terrängen. Bredden vid basen är 3,4 km.
Terrängen runt Thorington Tower är huvudsakligen bergig, men den allra närmaste omgivningen är kuperad.Trakten runt Thorington Tower är nära nog obefolkad, med mindre än två invånare per kvadratkilometer.. Det finns inga samhällen i närheten. 
Trakten runt Thorington Tower består i huvudsak av gräsmarker.